# The Scarlet Woman
The Scarlet Woman è un film muto del 1916 diretto da Edmund Lawrence (alcune fonti accreditano Edward (e non Edmund) Lawrence come regista). Basato su un soggetto di Aaron Hoffman, il film aveva come interpreti Olga Petrova, Edward Martindel, Arthur Hoops, Eugene O'Brien.

## Trama
Le prove dimostrano che Hanlin Davis ha ucciso un uomo. Ma l'uomo si salva perché sua moglie Thora accetta la proposta di Clinton Hastings, il procuratore distrettuale, di non perseguire il marito e di farlo assolvere se lei accetterà di passare la notte con lui. Quando però Davis, dopo essere stato prosciolto dalle accuse, scopre cos'ha fatto la moglie, non le perdona e chiede il divorzio. Non sapendo come guadagnarsi da vivere, la bella Thora diventa una mantenuta, passando da un milionario all'altro. Un giorno, la donna si innamora di Robert Blake, il nuovo candidato procuratore, al quale nasconde il proprio passato. Ma, dopo avere perduto le elezioni, Hastings, amareggiato, rivela al suo fortunato rivale i trascorsi poco limpidi di Thora. Blake, turbato da quelle rivelazioni, rompe con lei e Thora, disperata, decide di uccidersi. Sarà salvata dallo stesso Blake che, tornando sulla sua decisione, decide di dimenticare il passato della donna di cui è innamorato, ed evita così che si suicidi. I due, riconciliati, iniziano una nuova vita insieme.

## Produzione
Il film fu prodotto dalla Popular Plays and Players Inc.

## Distribuzione
Il copyright del film, richiesto dalla Popular Plays and Players, Inc., fu registrato l'8 giugno 1916 con il numero LP8460.

Distribuito dalla Metro Pictures Corporation (A Metro Wonderplay), il film uscì nelle sale cinematografiche degli Stati Uniti il 29 maggio 1916. In Danimarca, fu distribuito l'8 aprile 1918 con il titolo En synderinde.
Nello stesso anno, il 18 giugno uscì An Innocent Magdalene, un film di Allan Dwan interpretato da Lillian Gish che era conosciuto anche con il titolo alternativo di The Scarlet Woman.

### Conservazione
Non si conoscono copie ancora esistenti della pellicola che viene considerata presumibilmente perduta.